# União das Freguesias de Carvalho e Basto (Santa Tecla)
Die União das Freguesias de Carvalho e Basto (Santa Tecla) ist eine portugiesische Gemeinde (Freguesia) im Kreis (Concelho) Celorico de Basto, Distrikt Braga, im Nordwesten Portugals.

## Geschichte
Die Gemeinde entstand im Zuge der Gebietsreform vom 29. September 2013 durch die Zusammenlegung der ehemaligen Gemeinden Carvalho und Santa Tecla de Basto.
Carvalho wurde Sitz der neuen Verwaltung.

## Demographie
| Freguesia | Freguesia                      | Freguesia | Freguesia       | ehemalige Freguesias | ehemalige Freguesias | ehemalige Freguesias | ehemalige Freguesias |
| --------- | ------------------------------ | --------- | --------------- | -------------------- | -------------------- | -------------------- | -------------------- |
| Wappen    | Freguesia                      | Einwohner | Fläche in (km²) | Wappen               | Freguesia            | Einwohner            | Fläche in (km²)      |
|           | Carvalho e Basto (Santa Tecla) | 942       | 10,03           |                      | Carvalho             | 786                  | 6,82                 |
|           | Carvalho e Basto (Santa Tecla) | 942       | 10,03           | Santa Tecla de Basto | 213                  | 3,2                  |                      |